# Pilar (Abra)
Pour les articles homonymes, voir Pilar.
Pilar est une municipalité située dans la province d'Abra, aux Philippines.